# Freelandgunj
Freelandgunj é uma vila no distrito de Dohad, no estado indiano de Guzerate.

## Demografia
Segundo o censo de 2001, Freelandgunj tinha uma população de 16,084 habitantes. Os indivíduos do sexo masculino constituem 52% da população e os do sexo feminino 48%. Freelandgunj tem uma taxa de alfabetização de 77%, superior à média nacional de 59.5%: a literacia no sexo masculino é de 85% e no sexo feminino é de 69%. Em Freelandgunj, 12% da população está abaixo dos 6 anos de idade.